# 이시야쿠시촌
이시야쿠시촌(石薬師村)은 미에현 스즈카군에 있던 촌이다. 현재의 스즈카시 북서부, 간사이 본선・가사도역의 북서일대에 해당한다.

## 역사
- 1889년 4월 1일 - 정촌제 시행에 의해 스즈카군 다카쓰세촌이 성립하였다.
- 1942년 12월 1일 - 가와게군 시로코정, 간베정,이노우촌, 이노촌, 가와노촌, 이치노미야촌, 미다촌, 다마가키촌, 와카마쓰촌, 스즈카군 고촌, 쇼노촌, 마키타촌, 다카쓰세촌과 합병해, 스즈카시가 성립하여, 동일 이시야쿠시촌은 폐지되었다.

## 교통

### 도로
- 국도 제1호선

## 참고문헌
- 角川日本地名大辞典 24 三重県